# Estación de Navajas
Navajas es un estación ferroviaria situado en el municipio español de Navajas en la provincia de Castellón, Comunidad Valenciana. Pertenece a la red de Adif y sus instalaciones forman parte de la línea C-5 de Cercanías Valencia.

## Situación ferroviaria
Las instalaciones están situada en el punto kilométrico 233,1 de la línea férrea de ancho ibérico Zaragoza-Sagunto, a 392 metros de altitud sobre el nivel del mar. El kilometraje se corresponde con el histórico trazado entre Calatayud y Valencia, tomando la primera como punto de partida. 
El tramo es de vía única y está sin electrificar.

## Historia
La estación fue puesta en funcionamiento el 1 de junio de 1899 con la apertura del tramo Jérica-Segorbe de la línea que pretendía unir Calatayud con Valencia. Las obras corrieron a cargo de la Compañía del Ferrocarril Central de Aragón. En 1941, con la nacionalización de la totalidad de la red ferroviaria la estación pasó a ser gestionada por RENFE. En 1958 la estación ya estaba integrada en el servicio de Cercanías de Valencia, formando parte de la línea Mora de Rubielos-Valencia.
Desde el 31 de diciembre de 2004 Adif es la titular de las instalaciones.

## La estación
La próxima puesta en servicio de un apartadero de más de 750 m, apto para cruces de trenes de mercancías, hace de esta estación una de las más importantes del tramo Teruel-Sagunto.

## Servicios ferroviarios

### Cercanías
Forma parte de la línea C-5 de Cercanías Valencia. La frecuencia media es de tres trenes diarios. De los tres trenes sentido Sagunto, uno continúa hasta Valencia-Norte.
| procedencia/destino | < estación      | Línea | estación >   | destino/procedencia |
| ------------------- | --------------- | ----- | ------------ | ------------------- |
| Valencia-Norte      | Segorbe-Arrabal |       | Jérica-Viver | Caudiel             |